# Beata Jagielska
Beata Jagielska (ur. 1961 w Warszawie) – polska lekarka, doktor habilitowana nauk medycznych, specjalistka w dziedzinach chorób wewnętrznych, chemioterapii i onkologii klinicznej; ekspertka w zakresie finansowania, rozliczania świadczeń i zarządzania w ochronie zdrowia; Dyrektor Naczelna Narodowego Instytutu Onkologii im. Marii Skłodowskiej-Curie – Państwowego Instytutu Badawczego.

## Przebieg kariery zawodowej
W 1986 ukończyła studia na Wydziale Lekarskim Akademii Medycznej w Warszawie (obecnie Warszawski Uniwersytet Medyczny). Po odbyciu stażu podyplomowego podjęła pracę w Szpitalu Czerniakowskim, a następnie od 1991 w ZOZ przy ul. Czumy. Z Instytutem Onkologii w Warszawie związana od 1995. Początkowo pracowała w Klinice Chemioterapii, następnie od stycznia 1998 do października 2012 w Klinice Nowotworów Głowy i Szyi tegoż Instytutu. 
W 1998 uzyskała II stopień specjalizacji w zakresie chorób wewnętrznych, dwa lata później specjalizację w dziedzinie chemioterapii, a w 2003 – w dziedzinie onkologii klinicznej. Stopień naukowy doktora nauk medycznych uzyskała w styczniu 2007 na podstawie rozprawy „Analiza wczesnych powikłań u chorych po rozległych operacjach nowotworów w obrębie głowy i szyi”, za którą otrzymała nagrodę Dyrektora Instytutu za najlepszą pracę doktorską. W 2012 powierzono jej zadanie zorganizowania od podstaw interdyscyplinarnej Kliniki Diagnostyki Onkologicznej, Kardioonkologii i Medycyny Paliatywnej (pierwotnie pod nazwą Klinika Chorób Wewnętrznych i Kardioonkologii) w oparciu o unikalny model współpracy z Narodowym Instytutem Kardiologii. Kliniką tą kierowała nieprzerwanie do 2021. Ponadto ukończyła studia podyplomowe w zakresie organizacji i zarządzania w ochronie zdrowia w Wyższej Szkole Biznesu i Przedsiębiorczości w Ostrowcu Świętokrzyskim. Od 2014 dołączyła do kadry zarządzającej Instytutem Onkologii – w marcu została powołana na stanowisko Zastępcy Dyrektora ds. Lecznictwa, a następnie w maju 2016 objęła stanowisko Zastępcy ds. Dyrektora Lecznictwa Otwartego i Rozliczeń Świadczeń Zdrowotnych, które pełniła do kwietnia 2021.
W 2021 uzyskała stopień doktora habilitowanego nauk medycznych na podstawie oceny dorobku naukowego oraz monografii „Wartość uzupełniającego leczenia trastuzumabem chorych na raka piersi w Polsce w latach 2008-2015”. Od 2021 do stycznia 2024 pełniła funkcję prezesa Zarządu Szpitala Grochowskiego w Warszawie. W styczniu 2024 dr hab. n. med. Beata Jagielska została powołana na stanowisko Dyrektora Narodowego Instytutu Onkologii im. Marii Skłodowskiej-Curie – Państwowego Instytutu Badawczego – największego ośrodka onkologicznego w kraju. 

## Publikacje
Jest autorką wielu publikacji w dziedzinie onkologii klinicznej oraz opracowań w zakresie zarządzania i organizacji w systemie ochrony zdrowia. 

## Inne sprawowane funkcje
Od października 2013 do lipca 2024 pełniła funkcję Konsultanta Wojewódzkiego w dziedzinie onkologii klinicznej. W marcu 2024 została powołana na stanowisko Przewodniczącej Krajowej Rady Onkologicznej.

## Towarzystwa naukowe
Członkini licznych towarzystw naukowych, w tym Polskiego Towarzystwa Onkologii Klinicznej, Polskiego Towarzystwa Onkologicznego i Polskiej Koalicji Medycyny Personalizowanej. Od 2017 do 2023 pełniła funkcję prezesa PKMP. W ramach działalności w PKMP organizowała m.in. Międzynarodowe Fora Medycyny Personalizowanej oraz anglojęzyczną Międzynarodową Letnią Szkołę Medycyny Personalizowanej. Była też współorganizatorką I Polskiej Szkoły Medycyny Molekularnej dla Klinicystów. Dr hab. n. med. Beata Jagielska jest również członkinią European Society for Medical Oncology (ESMO) oraz European Alliance of Personalized Medicine. 

## Działalność dydaktyczna
Od 2007 prowadzi wykłady dotyczące diagnostyki chorych na nowotwory, leczenia wspomagającego i kardioonkologii afiliowane przez Centrum Medyczne Kształcenia Podyplomowego. Od września 2019 wykłada też na studiach podyplomowych MBA w ochronie zdrowia na Uniwersytecie Medycznym w Lublinie.

## Nagrody i wyróżnienia
Dr hab n. med. Beata Jagielska jest laureatką m.in. Nagrody Wizjoner Zdrowia Wprost w kategorii „Wizjoner Medycyny Personalizowanej” oraz nagrody w plebiscycie „Kobieta Rynku Zdrowia” przyznanej podczas Health Challenges Congres 2024, a także  wyróżnienia przyznawanego przez Polską Koalicję Pacjentów Onkologicznych „Jaskółka Nadziei”.